# Henk Schijvenaar
Hendrik Schijvenaar, detto Henk, (Haarlem, 31 maggio 1918 – Amsterdam, 17 settembre 1996), è stato un calciatore olandese, di ruolo difensore.

## Carriera
Henk Schijvenaar, a livello di club, ha giocato nelle file dell'EDO Haarlem. Con la Nazionale olandese ha giocato diciotto partite, senza però mai segnare. Ha esordito il 4 maggio 1947 ad Anversa contro il Belgio; ha giocato l'ultima partita il 25 novembre 1951 a Rotterdam, nuovamente contro il Belgio.
Nel 1948 è stato convocato per i Giochi olimpici di Londra, dove è sceso in campo contro Irlanda e Regno Unito.

## Statistiche

### Cronologia presenze e reti in Nazionale
| Cronologia completa delle presenze e delle reti in nazionale ― Paesi Bassi | Cronologia completa delle presenze e delle reti in nazionale ― Paesi Bassi | Cronologia completa delle presenze e delle reti in nazionale ― Paesi Bassi | Cronologia completa delle presenze e delle reti in nazionale ― Paesi Bassi | Cronologia completa delle presenze e delle reti in nazionale ― Paesi Bassi | Cronologia completa delle presenze e delle reti in nazionale ― Paesi Bassi | Cronologia completa delle presenze e delle reti in nazionale ― Paesi Bassi | Cronologia completa delle presenze e delle reti in nazionale ― Paesi Bassi |
| Data                                                                       | Città                                                                      | In casa                                                                    | Risultato                                                                  | Ospiti                                                                     | Competizione                                                               | Reti                                                                       | Note                                                                       |
| -------------------------------------------------------------------------- | -------------------------------------------------------------------------- | -------------------------------------------------------------------------- | -------------------------------------------------------------------------- | -------------------------------------------------------------------------- | -------------------------------------------------------------------------- | -------------------------------------------------------------------------- | -------------------------------------------------------------------------- |
| 4-5-1947                                                                   | Anversa                                                                    | Belgio                                                                     | 1 – 2                                                                      | Paesi Bassi                                                                | Amichevole                                                                 | -                                                                          |                                                                            |
| 21-9-1947                                                                  | Amsterdam                                                                  | Paesi Bassi                                                                | 6 – 2                                                                      | Svizzera                                                                   | Amichevole                                                                 | -                                                                          |                                                                            |
| 14-3-1948                                                                  | Anversa                                                                    | Belgio                                                                     | 1 – 1                                                                      | Paesi Bassi                                                                | Amichevole                                                                 | -                                                                          |                                                                            |
| 18-4-1948                                                                  | Rotterdam                                                                  | Paesi Bassi                                                                | 2 – 2                                                                      | Belgio                                                                     | Amichevole                                                                 | -                                                                          |                                                                            |
| 26-5-1948                                                                  | Oslo                                                                       | Norvegia                                                                   | 1 – 2                                                                      | Paesi Bassi                                                                | Amichevole                                                                 | -                                                                          |                                                                            |
| 9-6-1948                                                                   | Amsterdam                                                                  | Paesi Bassi                                                                | 1 – 0                                                                      | Svezia                                                                     | Amichevole                                                                 | -                                                                          |                                                                            |
| 26-7-1948                                                                  | Portsmouth                                                                 | Irlanda                                                                    | 1 – 3                                                                      | Paesi Bassi                                                                | Olimpiadi 1948 - Turno di qualificazione                                   | -                                                                          |                                                                            |
| 31-7-1948                                                                  | Londra                                                                     | Regno Unito                                                                | 4 – 3                                                                      | Paesi Bassi                                                                | Olimpiadi 1948 - 1º turno                                                  | -                                                                          |                                                                            |
| 21-11-1948                                                                 | Anversa                                                                    | Belgio                                                                     | 1 – 1                                                                      | Paesi Bassi                                                                | Amichevole                                                                 | -                                                                          |                                                                            |
| 13-3-1949                                                                  | Amsterdam                                                                  | Paesi Bassi                                                                | 3 – 3                                                                      | Belgio                                                                     | Amichevole                                                                 | -                                                                          |                                                                            |
| 23-4-1949                                                                  | Rotterdam                                                                  | Paesi Bassi                                                                | 4 – 1                                                                      | Francia                                                                    | Amichevole                                                                 | -                                                                          |                                                                            |
| 12-6-1949                                                                  | Copenaghen                                                                 | Danimarca                                                                  | 1 – 2                                                                      | Paesi Bassi                                                                | Amichevole                                                                 | -                                                                          |                                                                            |
| 16-6-1949                                                                  | Helsinki                                                                   | Finlandia                                                                  | 1 – 4                                                                      | Paesi Bassi                                                                | Amichevole                                                                 | -                                                                          |                                                                            |
| 6-11-1949                                                                  | Rotterdam                                                                  | Paesi Bassi                                                                | 0 – 1                                                                      | Belgio                                                                     | Amichevole                                                                 | -                                                                          |                                                                            |
| 10-12-1950                                                                 | Parigi                                                                     | Francia                                                                    | 5 – 2                                                                      | Paesi Bassi                                                                | Amichevole                                                                 | -                                                                          |                                                                            |
| 15-4-1951                                                                  | Amsterdam                                                                  | Paesi Bassi                                                                | 5 – 4                                                                      | Belgio                                                                     | Amichevole                                                                 | -                                                                          |                                                                            |
| 6-6-1951                                                                   | Rotterdam                                                                  | Paesi Bassi                                                                | 2 – 3                                                                      | Norvegia                                                                   | Amichevole                                                                 | -                                                                          |                                                                            |
| 25-11-1951                                                                 | Rotterdam                                                                  | Paesi Bassi                                                                | 6 – 7                                                                      | Belgio                                                                     | Amichevole                                                                 | -                                                                          |                                                                            |
| Totale                                                                     |                                                                            | Presenze                                                                   | 18                                                                         |                                                                            | Reti                                                                       | 0                                                                          |                                                                            |